# Rubió
Rubió település Spanyolországban, Barcelona tartományban. Lakosainak száma 237 fő (2024).

## Földrajza
Rubió Aguilar de Segarra, Castellfollit del Boix, Òdena, Jorba, Copons és Els Prats de Rei községekkel határos.

## Népesség
A település lakosságának változását az alábbi diagram mutatja:
| Lakosok száma | 272  | 381  | 398  | 344  | 136  | 134  | 202  | 228  | 239  | 237  |
|               | 1717 | 1887 | 1936 | 1960 | 1986 | 2004 | 2009 | 2014 | 2019 | 2024 |